# Takaaki Enoki
Takaaki Enoki (榎木　孝明, Enoki Takaaki), né le 5 janvier 1956 à Isa dans la préfecture de Kagoshima, est un acteur et artiste peintre japonais,,.

## Filmographie partielle

### Cinéma
- 1985 : Lost Chapter of Snow: Passion (雪の断章 情熱?) de Shinji Sōmai
- 1990 : Ten to chi to (天と地と?) de Haruki Kadokawa : Uesugi Kenshin
- 1990 : L'Affaire  du meurtre de la légende de Tenga  (天河伝説殺人事件, Tenkawa densetsu satsujin jiken?) de Kon Ichikawa
- 1993 : Waga ai no uta: Taki Rentarō monogatari (わが愛の譜 滝廉太郎物語?) de Shin'ichirō Sawai : Tōson Shimazaki
- 2002 : Koinu Dan no monogatari (仔犬ダンの物語?) de Shin'ichirō Sawai
- 2003 : Spy Sorge (スパイゾルゲ?) de Masahiro Shinoda
- 2007 : Gengis Khan à la conquête du monde (蒼き狼 〜地果て海尽きるまで, Aoki ōkami: Chi hate umi tsukiru made?) de Shin'ichirō Sawai
- 2017 : Teiichi: Battle of Supreme High (帝一の國, Teiichi no kuni?)

### À la télévision
- 1985 : Sanada taiheiki (真田太平記?) (série télévisée) : Kakubei Higuchi
- 2020-2021 : Kirin ga kuru (麒麟がくる?) (série télévisée)